# シルクロード.com -史上最大の闇サイト-
『シルクロード.com -史上最大の闇サイト-』（シルクロード・ドットコム -しじょうさいだいのやみサイト-、英原題：Silk Road ）は、2021年のアメリカ合衆国の犯罪スリラー映画。監督・脚本はティラー・ラッセル、出演はジェイソン・クラーク、ニック・ロビンソンなど。2013年に摘発を受けた闇サイト「シルクロード」の事件を題材としている。

## 概要
2011年、接続経路を匿名化するソフトウェア「Tor（トーア）」と暗号通貨「ビットコイン」という2つの暗号化技術を組み合わせた闇サイト「シルクロード」が誕生した。違法ドラッグや武器の売買、殺人依頼等どんな取引でも完全に匿名で行える「シルクロード」は一大ブームを巻き起こして巨大化、「闇のAmazon（アマゾン）」とも「ドラッグのeBay（イーベイ）」とも呼ばれるほどの存在にまで成長し、社会問題化していった。本作品は、実話である「シルクロード」事件を題材に、「シルクロード」を創設した実在の天才ロス・ウルブリヒトとパソコンすら使えないIT素人のベテラン捜査官リック・ボーデンとの戦いを描くスリラー作品である。監督・脚本は、犯罪を扱うドキュメンタリーやフィクション作品を中心に活動してきたティラー・ラッセルが務めた。出演は、「シルクロード」を生んだ天才ロス・ウルブリヒト役にニック・ロビンソン、彼を追うベテラン捜査官リック・ボーデン役にジェイソン・クラークが起用され、その他の役には、ケイティ・アセルトン、ジミ・シンプソン、ダニエル・デビッド・スチュアート、ダレル・ブリット＝ギブソン、レクシー・レイブ、ウィル・ロップ、ポール・ウォルター・ハウザー、アレクサンドラ・シップらが配された。

## キャスト
※括弧内は日本語吹替キャスト
リック・ボーデン（Richard "Rick" Bowden） - ジェイソン・クラーク（小松史法）
主人公のひとり。アメリカ東部メリーランド州ボルチモアの麻薬取締局（DEA）に所属する捜査官。
自分勝手かつ強引な性格が災いしてトラブルを引き起こし、サイバー犯罪課に配置換えさせられる。パソコンの使い方すらよくわからず戸惑うが、年下の上司シールズに引退までの9か月間、何もするなと通告を受けてしまう。自分なりのやり方で捜査活動を続けたいと考え、馴染みの情報屋レイフォードに強引に協力させて調べさせたところ、創設して間もない闇サイト「シルクロード」を発見する。
ロス・ウルブリヒト（Ross Ulbricht） - ニック・ロビンソン（葉山翔太）
主人公のひとり。実在の人物。アメリカ南部テキサス州オースティン在住。
天才的な頭脳の持ち主だが、飽きやすい性格で長続きしない。
何か大きなことを成し遂げたいと考え、接続経路を匿名化するソフトウェア「Tor（トーア）」と暗号通貨「ビットコイン」を組み合わせ、違法な取引でも完全匿名化できる闇サイト「シルクロード」を立ち上げる。
サンディ・ボーデン（Sandy Bowden） - ケイティ・アセルトン（笹島かほる）
リックの妻。学習障害の娘エディの学費に悩む。
クリス・ターベル（Chris Tarbell） - ジミ・シンプソン（櫻井皓基）
連邦捜査局（FBI）捜査官。闇サイト「シルクロード」の捜査を担当する。
マックス（Max） - ダニエル・デビッド・スチュアート（水野駿太郎）
ロス・ウルブリヒトの親友。
レイフォード（Rayford） - ダレル・ブリット＝ギブソン（中務貴幸）
情報屋。リックに「シルクロード」の捜査を半ば強制的に協力させられる。
エディ・ボーデン（Edie Bowden） - レクシー・レイブ（前田佳織里）
リックの娘。学習障害がある。
シールズ（Shields） - ウィル・ロップ（川端快彰）
麻薬取締局（DEA）サイバー犯罪課主任。リックの年下の上司。
カーティス・クラーク・グリーン（Curtis Clark Green） - ポール・ウォルター・ハウザー（山下タイキ）
ロス・ウルブリヒトの部下として闇サイト「シルクロード」の運営の一翼を担う。
ジュリア・ヴィー（Julia Vie） - アレクサンドラ・シップ（新田恵海）
ロス・ウルブリヒトの恋人。

## スタッフ
- 監督・脚本：ティラー・ラッセル
- 原案：デヴィッド・クシュナー（英語版）『Dead End on Silk Road: Internet Crime Kingpin Ross Ulbricht's Big Fall』
- 製作総指揮：Ｂ・トーマス・ゴリサーノ、エリカ・ポートノイ、マーク・ハルパーン、ドーン・ビアシュワル、クリストファー・フィッグ（英語版）、ロバート・ホワイトハウス
- 製作：ダンカン・モンゴメリー、アレックス・オルロフスキー、デヴィッド・ハイマン、スティーヴン・ガンズ、ジャック・セルビー
- 共同製作総指揮：マーク・バインダー、バック・メイソン
- 共同製作：デヴィッド・カーシュナー、グレッグ・オブライアント
- ラインプロデューサー：メラニー・カーク
- 音楽：モンド・ボーイズ
- 音楽監修：ローラ・カッツ
- 撮影：ピーター・フリンケンバーグ
- 編集：グレッグ・オブライアント
- 美術（プロダクションデザイナー）：リチャード・シャーマン
- キャスティング：マーク・ベネット
- 製作会社：Mutressa Movies、Perfect Season Productions、High Frequency Entertainment
- 配給：ライオンズゲート
- 配給（日本）：ショウゲート

## 製作
2019年1月、ティラー・ラッセル監督自ら脚本を手掛ける本作品に、ジェイソン・クラークとニック・ロビンソンが出演することが発表された。同年5月、コール・スプラウス、ダレル・ブリット＝ギブソン、ジミ・シンプソンが出演者に加わり、翌6月には、ポール・ウォルター・ハウザー、ケイティ・アセルトン、レクシー・レイブが追加された。同じ6月、コール・スプラウスに代わってダニエル・デビッド・スチュアートがキャスティングされた。
また、主要撮影が、2019年6月にアメリカ合衆国ニューメキシコ州アルバカーキで始まった。

## 封切り
本作品は、2020年4月16日のトライベッカ映画祭で世界初公開を予定していたが、新型コロナウイルス感染症の世界的流行の影響により映画祭は延期されてしまった。その後、同年12月、ライオンズゲート・フィルムズが本作品のアメリカ合衆国における映画配給の権利を取得、翌2021年2月19日に公開となった。日本では、さらに約1年後の2022年1月21日に公開となった。

## 評価
レビュー収集サイト「Rotten Tomatoes（ロッテン・トマト）」において、64件のレビューで52％の支持を得ており、平均評価は5.5/10となった。同サイトの批評家の総意としては、「『シルクロード.com -史上最大の闇サイト-』は、敵対する主人公同士の興味深い類似性を描いているが、主人公たちを取り巻く物語を十分には発展できていない」との評価であった。また、別のレビュー収集サイト「Metacritic（メタクリティック）」では、11人の批評者を調査して、加重平均スコア41/100を算出し、本作品の評価を「賛否混在または平均的」とした。